# Wang Huning
Wang Huning, född den 6 oktober 1955, är en ledande kommunistisk kinesisk politiker och ideolog. Sedan 1980-talet har han varit förespråkare för den "nyauktoritära inriktningen" i kommunistpartiet och har tjänat som ideologisk rådgivare åt Jiang Zemin, Hu Jintao och Xi Jinping.
Han är ledamot i politbyråns ständiga utskott i Kinas kommunistiska parti och tillträdde som ordförande i Kinesiska folkets politiskt rådgivande konferens i mars 2023.

## Bakgrund
Wang föddes i Shanghai, men härstammar från Ye härad i Shandong-provinsen. Han fick sin utbildning vid East China Normal University, där han studerade franska, och Fudanuniversitetet, där han avlade en magisterexamen i juridik. Han gick med i Kinas kommunistiska parti i april 1984. Efter examen verkade han främst i den akademiska världen. Han har också varit gästforskare vid University of Iowa, University of Michigan och University of California, Berkeley.

## Politisk karriär
Wang Hunings politiska karriär inleddes 1995. Han började då arbeta i centralkommitténs utredningsavdelning under Jiang Zemins beskydd, då han hjälpte Jiang att utforma doktrinen om "de tre representationerna". Han blev avdelningens chef 2002 och invaldes i den sextonde centralkommittén i Kinas kommunistiska parti samma år. Vid den 12:e Nationella folkkongressens första plenarsession i mars 2013 ingick Wang i delegationen från den autonoma regionen Tibet. På partiets 18:e kongress i november 2012 invaldes han som ledamot i politbyrån i Kinas kommunistiska parti och 2017 blev han invald i politbyråns ständiga utskott. Han var sekreterare i kommunistpartiets centralsekretariat åren 2017–2022.
Wang har författat ett antal böcker om marxism, internationell politik och amerikansk politik. Då han är den ende som tjänat tre kinesiska ledare i rad kallas han ibland för "Kinas Kissinger" och "Zhongnanhais chefsrådgivare".